# Fibok-Müller-Sidermec
La Fibok-Müller-Sidermec, già Dromedario-Alan e Dromedario-Laminox, è stata una squadra maschile italiana di ciclismo su strada, attiva nel professionismo dal 1983 al 1987. I principali successi ottenuti furono il Giro dell'Emilia 1983 con Cesare Cipollini, il Gran Premio di Lugano 1985 con Gottfried Schmutz e il Giro dell'Umbria 1986 con Stefano Colagè.

## Cronistoria

### Annuario
| Anno | Codice | Nome                     | Cat. | Biciclette | Dirigenza                                        |
| ---- | ------ | ------------------------ | ---- | ---------- | ------------------------------------------------ |
| 1983 | -      | Dromedario-Alan-Sidermec | Pro  |            | Dir. sportivi: Carlo Menicagli                   |
| 1984 | -      | Dromedario-Alan-Sidermec | Pro  |            | Dir. sportivi: Carlo Menicagli                   |
| 1985 | -      | Dromedario-Laminox-Fibok | Pro  |            | Dir. sportivi: Carlo Menicagli                   |
| 1986 | -      | Dromedario-Laminox-Fibok | Pro  |            | Dir. sportivi: Alessio Antonini, Carlo Menicagli |
| 1987 | -      | Fibok-Müller-Sidermec    | Pro  |            | Dir. sportivi: Carlo Menicagli, Herbert Notter   |

## Palmarès

### Grandi Giri
- Giro d'Italia

Partecipazioni: 5 (1983, 1984, 1985, 1986, 1987)
Vittorie di tappa: 0
Vittorie finali: 0
Altre classifiche: 0
- Tour de France

Partecipazioni: 0
- Vuelta a España

Partecipazioni: 0